# لیوبومیر لوریچ
لیوبومیر لوریچ (انگلیسی: Ljubomir Lovrić؛ ۲۸ مهٔ ۱۹۲۰ – ۲۶ اوت ۱۹۹۴) بازیکن فوتبال اهل یوگسلاوی بود.
از باشگاه‌هایی که در آن بازی کرده‌است می‌توان به باشگاه فوتبال ستاره سرخ بلگراد اشاره کرد.
وی همچنین در تیم‌های ملی فوتبال صربستان و یوگسلاوی بازی کرده‌است. لوریچ در مسابقات بین‌المللی در مجموع برندهٔ ۱ مدال نقره شده‌است.